# Dwight Grant
Dwight Lamont Grant (14 de septiembre de 1984) es un artista marcial mixto estadounidense que actualmente compite en la división de peso wélter de Ultimate Fighting Championship (UFC).

## Carrera en las artes marciales mixtas

### Carrera temprana
Después de amasar un récord amateur de 3-1, Grant comenzó su carrera profesional de MMA en 2011 y luchó principalmente en el circuito regional del noreste de Estados Unidos. Amasó un récord de 8-1 antes de firmar por la UFC.

### Dana White's Tuesday Night Contention Series
Grant se enfrentó a Tyler Hill el 19 de junio de 2018 en el Dana White's Contender Series 10. Ganó el combate por nocaut en el segundo asalto y esta victoria le valió el contrato de la UFC.

### Ultimate Fighting Championship
Dos meses después de la victoria sobre Hill, Grant hizo su debut promocional con 11 días de antelación, en sustitución, el 19 de junio de 2018 contra Erik Koch en UFC on Fox: Lee vs. Iaquinta 2. Sin embargo, Koch fue retirado de la tarjeta el 28 de noviembre por razones no reveladas y reemplazado por Zak Ottow. Ganó el combate por decisión dividida.
Grant estaba programado para enfrentarse a Chance Renountre, en sustitución de Randy Brown, el 19 de enero de 2019 en UFC Fight Night: Cejudo vs. Dillashaw. Sin embargo, Grant no pudo ser autorizado a luchar debido a un "problema ocular" y se retiró del combate.
Grant se enfrentó a Carlo Pedersoli Jr. el 23 de febrero de 2019 en UFC Fight Night: Błachowicz vs. Santos. Ganó el combate por nocaut técnico en el primer asalto.  Esta victoria le valió el premio a la Actuación de la Noche.
Grant se enfrentó a Alan Jouban el 13 de abril de 2019 en UFC 236. Ganó el combate por decisión dividida.
Se esperaba que Grant se enfrentara a Jared Gooden el 22 de agosto de 2020 en UFC on ESPN: Munhoz vs. Edgar. Sin embargo, Gooden se retiró durante la semana previa al evento por una lesión no revelada. En su lugar, Grant se enfrentó a Daniel Rodriguez.  Perdió el combate por nocaut en el primer asalto.
Grant estaba programado para enfrentarse a Li Jingliang el 12 de diciembre de 2020 en UFC 256. Sin embargo, el 8 de diciembre de 2020 Grant dio positivo por COVID-19 durante la semana del combate y tuvo que retirarse de su combate de peso wélter contra Li.
Grant se enfrentó a Stefan Sekulić el 24 de abril de 2021 en UFC 261. Ganó el combate por decisión dividida.
Grant estaba programado para enfrentarse a Gabriel Green el 23 de octubre de 2021 en UFC Fight Night: Costa vs. Vettori. Sin embargo, Green fue retirado del emparejamiento el 23 de septiembre por razones no reveladas y sustituido por Francisco Trinaldo. Perdió el combate por decisión dividida.
Grant se enfrentó a Sergey Khandozhko en el UFC Fight NIght: Lemos vs. Andrade el 23 de abril de 2022. Perdió el combate por TKO en el segundo asalto.

## Campeonatos y logros
- Ultimate Fighting Championship
  - Actuación de la Noche (1 vez) vs. Carlo Pedersoli Jr.[16]
  - Pelea de la Noche (1 vez) vs. Sergey Khandozhko

## Récord en artes marciales mixtas
| Resultado | Récord | Oponente            | Método              | Evento                                 | Fecha                   | Ronda | Tiempo | Localización            | Notas                                     |
| --------- | ------ | ------------------- | ------------------- | -------------------------------------- | ----------------------- | ----- | ------ | ----------------------- | ----------------------------------------- |
| Derrota   | 11-5   | Sergey Khandozhko   | TKO (puñetazos)     | UFC Fight NIght: Lemos vs. Andrade     | 23 de abril de 2022     | 2     | 4:15   | Las Vegas, Nevada       | Pelea de la Noche                         |
| Derrota   | 11-4   | Francisco Trinaldo  | Decisión (dividida) | UFC Fight Night: Costa vs. Vettori     | 23 de octubre de 2021   | 3     | 5:00   | Las Vegas, Nevada       |                                           |
| Victoria  | 11-3   | Stefan Sekulić      | Decisión (dividida) | UFC 261                                | 24 de abril de 2021     | 3     | 5:00   | Jacksonville, Florida   |                                           |
| Derrota   | 10-3   | Daniel Rodriguez    | KO (puñetazos)      | UFC on ESPN: Munhoz vs. Edgar          | 22 de agosto de 2020    | 1     | 2:24   | Las Vegas, Nevada       |                                           |
| Victoria  | 10-2   | Alan Jouban         | Decisión (dividida) | UFC 236                                | 13 de abril de 2019     | 3     | 5:00   | Atlanta, Georgia        |                                           |
| Victoria  | 9-2    | Carlo Pedersoli Jr. | TKO (puñetazos)     | UFC Fight Night: Błachowicz vs. Santos | 23 de febrero de 2019   | 1     | 4:59   | Praga                   | Actuación de la Noche.                    |
| Derrota   | 8-2    | Zak Ottow           | Decisión (dividida) | UFC on Fox: Lee vs. Iaquinta 2         | 15 de diciembre de 2018 | 3     | 5:00   | Milwaukee, Wisconsin    |                                           |
| Victoria  | 8-1    | Tyler Hill          | KO (puñetazos)      | Dana White's Contender Series 10       | 19 de junio de 2018     | 2     | 2:08   | Las Vegas, Nevada       |                                           |
| Victoria  | 7-1    | Danasabe Mohammed   | Decisión (unánime)  | Bellator 165                           | 19 de noviembre de 2016 | 3     | 5:00   | San José, California    |                                           |
| Victoria  | 6-1    | Jordan Williams     | KO (puñetazo)       | Conquer FC 2                           | 30 de abril de 2016     | 1     | 2:47   | Richmond, California    | Actuación de la Noche. Pelea de la Noche. |
| Victoria  | 5-1    | Adam Corrigan       | Decisión (unánime)  | Global Knockout 4                      | 29 de agosto de 2015    | 3     | 5:00   | Jackson, California     |                                           |
| Victoria  | 4-1    | Sergio Vasquez      | TKO (puñetazos)     | Global Knockout 2                      | 21 de mayo de 2014      | 3     | 5:00   | Jackson, California     |                                           |
| Victoria  | 3-1    | Eddie Saldana       | TKO (rodillazos)    | Reality Fighting: Mohegan Sun          | 25 de febrero de 2012   | 3     | 1:22   | Uncasville, Connecticut | Debut en el peso wélter.                  |
| Victoria  | 2-1    | Erik Purcell        | TKO (puñetazos)     | Reality Fighting: Gonzaga vs. Porter   | 28 de octubre de 2011   | 1     | 0:14   | Uncasville, Connecticut |                                           |
| Derrota   | 1-1    | Chase Owens         | Decisión (unánime)  | PA Cage Fight 8                        | 24 de junio de 2011     | 3     | 5:00   | Scranton, Pensilvania   |                                           |
| Victoria  | 1-0    | Jason Ward          | KO (puñetazo)       | Reality Fighting: Mohegan Sun          | 21 de mayo de 2011      | 1     | 1:09   | Uncasville, Connecticut | Debut en el peso medio.                   |